# Кшивець (Ілавський повіт)
Кшивець (пол. Krzywiec, нім. Freiwalde) — село в Польщі, у гміні Суш Ілавського повіту Вармінсько-Мазурського воєводства.
Населення — 78 осіб (2011).
У 1975-1998 роках село належало до Ельблонзького воєводства.

## Демографія
Демографічна структура станом на 31 березня 2011 року:
|          | Загалом | Допрацездатний вік | Працездатний вік | Постпрацездатний вік |
| -------- | ------- | ------------------ | ---------------- | -------------------- |
| Чоловіки | 41      | 14                 | 27               | 0                    |
| Жінки    | 37      | 8                  | 25               | 4                    |
| Разом    | 78      | 22                 | 52               | 4                    |